# Murdeira
Murdeira (crioll capverdià Murdera) és una vila a la costa oest de l'illa de Sal a l'arxipèlag de Cap Verd, al llarg de la carretera entre Espargos i Santa Maria. Originàriament era un petit assebtanebt de grangers i pescadors, però des de finals de la dècada de 1990, una gran empresa privada va finançar la construcció de l'un centre turístic de platja anomenat "Aldeamento Turístico da Murdeira" que va fer créixer la població permanent amb la venda de les cases a locals i forasters.